# مرکز اسناد حقوق بشر ایران
مرکز اسناد حقوق بشر ایران یک سازمان غیرانتفاعی قابل استناد در نیوهیتون، کنتیکت است. این سازمان توسط گروهی از متخصصان، کنشگران و تاریخدانان در زمینه حقوق بشر ایجاد شد تا اسناد مربوط به نقض حقوق بشر در ایران را جمع‌آوری کنند و مسئولیت‌پذیری، احترام به حقوق بشر و حاکمیت قانون در ایران را ارتقاء دهند. هیئت مدیره این سازمان شامل پیام اخوان (دانشگاه مک‌گیل)، لارنس داگلاس (دانشگاه آمهرست) و اوون فیس (دانشگاه ییل) است.
در سال ۲۰۰۴ و با تأکید دولت آمریکا بر روی وضعیت حقوق بشر در ایران، رویا حکاکیان، پیام اخوان و رامین احمدی «مرکز اسناد حقوق بشر ایران» را با بودجه ابتدایی یک میلیون دلار از سوی وزارت خارجه آمریکا تأسیس کردند.

## اهداف و فعالیت‌ها
این سازمان چهار هدف کلی دارد.
نخست، گردآوری یک گزارش همه‌جانبه و واقع‌گرایانه از وضع حقوق بشر در ایران و برپایه این گزارش، پاسخ‌گویی و مسئولیت‌پذیری ناقضان حقوق بشر را خواستار شدن.
دوم، بایگانی این گزارش قراردادن آن در دسترس عموم برای اهداف آموزشی یا تحقیقاتی.
سوم، ارتقاء مسئولیت‌پذیری، احترام به حقوق بشر و حاکمیت قانون در ایران.
چهارم، تشویق به گفتگوی آگاهانه دربارهٔ وضعیت حقوق بشر در ایران میان ادیبان و عموم مردم ایران و خارج از کشور.